# Відображення кола

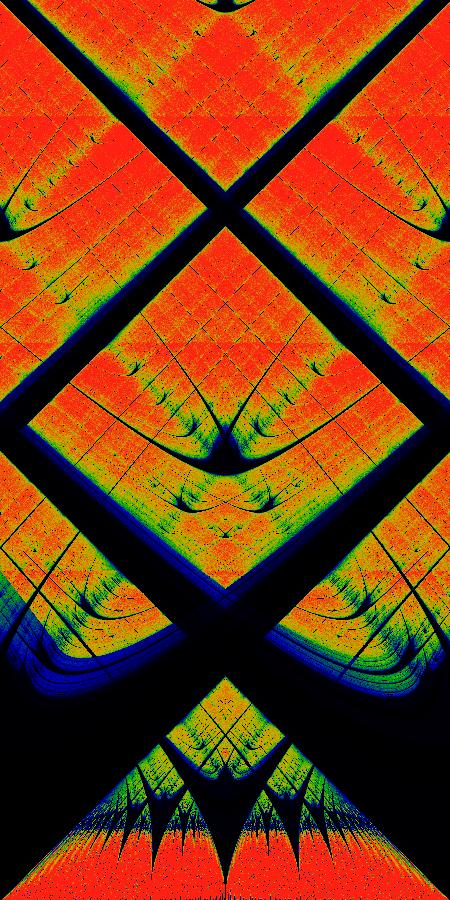
Відображення кола. Регіони синхронізації (язики Арнольда) зображено чорним кольором. змінюється від 0 до 1 вздовж осі абцис, а K змінюється від 0 д 4π вздовж осі ординат.

Відображення кола (англ. circle map) - одновимірне відображення, що відображає коло на себе. Вперше було запропоноване радянським математиком Андрієм Колмогоровим як спрощена модель для опису руху механічного ротора під впливом зовнішнього періодичного збурення. Використовується також для моделювання електричних кіл. Відоме завдяки своїм хаотичним властивостям.

## Визначення
Відображення кола записується у вигляді наступного ітераційного співвідношення
{\displaystyle \theta _{n+1}=\theta _{n}+\Omega -{\frac {K}{2\pi }}\sin(2\pi \theta _{n}).}
Тут {\displaystyle \theta _{n}} може мати фізичний зміст кута повороту ротатора (або іншого об'єкта, що обертається) після {\displaystyle n}-ого удару зовнішнього збурення. Параметр {\displaystyle K} пов'язаний із інтенсивністю збурення, а параметр {\displaystyle \Omega } - з його фазою або частотою.
Відображення кола безпосередньо пов'язане із стандартним відображенням. Записавши стандартне відображення у вигляді (варто звернути увагу на деяку відмінність в позначеннях у порівнянні з оригінальною статтею про стандартне відображення):

{\displaystyle p_{n+1}=p_{n}+{\frac {K}{2\pi }}\sin(2\pi \theta _{n})}

{\displaystyle \theta _{n+1}=\theta _{n}+p_{n+1},}

а потім переписавши у вигляді {\displaystyle \theta _{n+1}=\theta _{n}+p_{n}+{\frac {K}{2\pi }}\sin(2\pi \theta _{n})}, не складно помітити, що поклавши {\displaystyle p_{n}=\Omega } та {\displaystyle K=-K} отримаємо відображення кола.

## Властивості
На відміну від стандартного відображення, відображення кола не зберігає фазового об'єму.